# Riera de Arenys
La riera de Arenys (en catalán, Riera d'Arenys, o de Sobirans) es un canal natural de agua que atraviesa las localidades barcelonesas de Arenys de Munt y Arenys de Mar antes de desembocar en el mar Mediterráneo en la playa de la Picòrdia. 
Está catalogada con dicho nombre como morfotipo geológico a escala internacional por el catedrático de Geología Oriol Riba, en una separata publicada por el Instituto de Estudios Catalanes. Posee -cada vez en menor cantidad- una flora y fauna autóctonas.
La historia de Arenys de Mar y de Arenys de Munt está directamente vinculada a la de la riera que las vertebra. Ya los primeros habitantes de la zona se asentaron en su proximidad por tratarse de una localización donde siempre se disponía de agua. Su propia denominación, "arenys" (en castellano, “arenas”), parece ser que estaría directamente relacionado con la riera, dado que ya en un documento del siglo X encontramos una referencia a la iglesia de San Martín de Arenys de Munt como iglesia "supra arenios", es decir, “construida sobre las arenas”, en clara referencia a que estaba edificada directamente sobre la riera.
Existen numerosos artistas que se han inspirado este curso de agua para su quehacer artístico: Salvador Espriu, Ferran de Pol, Jordi Bilbeny y Assumpció Ribas entre otros.
La Riera a su paso por Arenys de Mar se encuentra completamente contaminada. Fue asfaltada y posteriormente soterrada, de forma que sus aguas se encuentran totalmente canalizadas y se pierden hacia el mar, en tanto que sus acuíferos no se regeneran.